# Кливленд, Гровер
Сти́вен Гро́вер Кли́вленд (англ. Stephen Grover Cleveland; именем Стивен официально практически не пользовался; 18 марта 1837[…], Колдуэлл, Нью-Джерси — 24 июня 1908[…], Принстон, Нью-Джерси) — американский государственный и политический деятель, 22-й (1885—1889) и 24-й (1893—1897) президент США от Демократической партии. Первый президент США, занимавший пост два срока с перерывом и, соответственно, получивший двойную нумерацию в списке президентов (второй — Дональд Трамп), поэтому в серии памятных монет достоинством в 1 доллар в 2012 году были выпущены две разные монеты с его изображениями.
До президентства занимал посты 34-го мэра города Буффало (1882) и 28-го губернатора штата Нью-Йорк (1883—1885).
Набрал большинство голосов избирателей на трёх выборах подряд (в 1884, 1888 и 1892 годах), но во второй раз из-за особенностей американской избирательной системы в Коллегии выборщиков больше голосов получил Бенджамин Гаррисон. Кливленд был также единственным президентом от Демократической партии, избиравшимся между 1860 и 1912 годами, в период политического доминирования в США республиканцев.

## Биография

### Ранние годы, молодость и начало работы адвокатом
Родился 18 марта 1837 года в городке Колдуэлл округа Эссекс штата Нью-Джерси в семье Ричарда Фолли Кливленда (1804—1853) и его супруги Энн Кливленд (урождённая Нил). Отец — священник и проповедник. Стивен Гровер был пятым из 9 детей. В 1841 году он вместе с семьёй переехал в город Фейетвилл в штате Нью-Йорк. Там он провёл большую часть детства. Имел репутацию человека весёлого и шутливого, любил спорт на открытом воздухе. В 1850 году переехал с семьёй в город Клинтон штата Нью-Йорк. Среднее образование не получил из-за финансовых трудностей в семье, вместо этого получив двухлетнее торговое образование в Фейетвилле. На момент смерти отца в 1853 году Стивен Гровер жил с семьёй в городе Холланд-Патент штата Нью-Йорк. Из-за смерти отца вновь прервал обучение в средней школе, чтобы помогать семье. В том же году старший брат Стивена Гровера Уильям получил работу в Нью-Йоркском университете для слепых. Стивен Гровер позднее отправился в Буффало и работал в канцелярии у своего дяди Льюиса Фолли Аллена. Позднее он стал адвокатом, и в 1859 году был принят в Коллегию адвокатов штата Нью-Йорк.

### Работа адвокатом и годы Гражданской войны
В годы работы адвокатом стал известен под именем Гровер, практически не используя первое имя Стивен.
В 1862 году начал самостоятельную адвокатскую практику. Годом позже был назначен помощником окружного прокурора округа Эри. В это время в США в свете Гражданской войны был принят Закон о воинской повинности, в соответствии с которым все трудоспособные мужчины должны были или отправиться на военную службу, или нанять себе замену. Кливленд предпочёл нанять себе замену. В итоге в Армии США вместо него служил польский иммигрант Джордж Беннинский.
В 1866 году Кливленд успешно защитил некоторых участников рейда фениев, а двумя годами позже преуспел в деле защиты редактора «Коммерческого рекламодателя Буффало». Жил в скромных условиях, помогал семье деньгами, становился всё более известен и при этом избегал высшего общества Буффало.

### Начало политической карьеры
В один момент Кливленд примкнул к Демократической партии, положение которой в первые годы после Гражданской войны было тяжёлым. Часть демократов запятнали себя тем или иным участием в попытке создания КША. Те же демократы, что сохранили в годы Гражданской войны верность США, поначалу не пользовались доверием общественности. Казалось, Демократическая партия, защищавшая до войны рабство, а после войны — законы Джима Кроу и расовую сегрегацию, никогда уже не будет мощной политической силой. Подобно Сэмюэлу Тилдену Кливленд много сделал для того, чтобы Демократическая партия вновь стала популярной партией и достойным соперником Республиканской партии, вновь стала иметь сильное влияние в штатах, причём не только в южных, но и в таких, как штат Нью-Йорк.
В 1865 году Кливленд успешно выиграл выборы окружного прокурора округа Эри, а в 1870 году был избран шерифом округа Эри. Как шериф, Кливленд прославился тем, что 6 сентября 1872 года лично казнил Патрика Морриси, приговорённого к повешению за убийство матери. Кливленд должен был либо собственноручно привести приговор в исполнение, либо заплатить за это 10 долларов наёмному палачу. Кливленд чувствовал угрызения совести по поводу повешения, но решил казнить Морриси сам, не желая перекладывать столь ненавистную для него задачу на другого человека. 14 февраля 1873 года Кливленд собственноручно повесил Джона Гаффни. 31 декабря того же года Кливленд прекратил исполнение обязанностей шерифа округа Эри, а в 1874 году вернулся к юридической практике.
К середине 1870-х годов Кливленд начал ухаживать за вдовой Мэри Хэлпин, которая впоследствии обвинила его в изнасиловании. Факт изнасилования, однако, не был доказан. Кливленд добился того, что ребёнок Хэлпин был у неё отнят и помещён в протестантский приют. Сама Хэлпин тоже была помещена в приют и ненадолго в психиатрическую лечебницу. Потом Кливленд помог ей обустроиться за пределами Буффало. С тех пор Кливленда преследовали слухи о незаконнорождённом ребёнке. Слухи эти, однако, не были доказаны.

### От избрания мэром Буффало до избрания губернатором штата Нью-Йорк
В ноябре 1881 года Гровер Кливленд был избран мэром Буффало. Ему сильно помогли коррумпированность и непопулярность республиканцев Буффало, на фоне которых жители города предпочли избрать мэром демократа, который, к тому же, имел репутацию человека честного и порядочного.
В 1882 году — мэр Буффало. Как мэр, боролся с коррупцией городских властей, наложил вето на сомнительный законопроект об уборке улиц, распорядился разработать проект улучшения канализационной системы Буффало при заметно меньших тратах, чем изначально планировавшиеся, стал известен за пределами Буффало.
В ноябре 1882 года Гровер Кливленд был избран губернатором штата Нью-Йорк.
20 ноября 1882 года досрочно прекратил исполнение обязанностей мэра Буффало.

### Губернаторство
В 1883—1885 годах — губернатор штата Нью-Йорк.
За первые 2 месяца губернаторства Кливленд 8 раз применил право вето на различные законопроекты. В частности, было наложено вето на законопроект о снижении платы за проезд в надземных поездах. Общественность Нью-Йорка со временем поддержала это вето.
Как губернатор, Кливленд продолжал бороться с коррупцией, чем расположил к себе общественность и даже республиканцев типа Теодора Рузвельта. Однако его возненавидели в Тамани-Холле.
В 1884 году Кливленд участвовал в предвыборной кампании демократов, которые в итоге выдвинули его официальным кандидатом в президенты на выборах 4 ноября. Сэмюэл Тилден мог бы быть серьёзным соперником для Кливленда, но не стал участвовать в предвыборной кампании демократов, будучи весьма старым (ему тогда было 70 лет) и весьма шаткого здоровья. Один другой противник Кливленда в годы Гражданской войны поддерживал КША, так что на поддержку избирателей-северян он мог не рассчитывать. С другим политиком-демократом ситуация была прямо противоположная: за него едва ли стали бы голосовать избиратели-южане. Кливленд же был весьма молод (ему тогда было 47 лет), имел весьма хорошую репутацию и устраивал как северян, так и южан. На национальной конвенции Демократической партии 8-11 июля 1884 года в Чикаго (штат Иллинойс) Кливленд был официально выдвинут кандидатом в президенты от демократов. Своим напарником Кливленд выбрал Томаса Хендрикса, бывшего губернатора штата Индиана. Кандидатом в президенты от республиканцев на выборах 1884 года был Джеймс Блейн, имевший репутацию человека скандального и коррумпированного. Кливленд и его команда всячески напоминали об этом избирателям, как и о коррумпированности Республиканской партии в целом. От Блейна отвернулись даже многие республиканцы, поддержавшие Кливленда только потому что он не был жертвой коррупционных скандалов. О Кливленде говорили как о человеке прямом, его даже сравнивали с Джорджем Вашингтоном. В один момент даже недолюбливавшие Кливленда члены Тамани-Холла решили поддержать его как меньшее зло по сравнению с Блейном. Кливленд не принимал активного участия в предвыборной кампании, в то время как Блейн был весьма активен и пытался использовать слухи о незаконнорождённом ребёнке Кливленда, но безуспешно. Один союзник Блейна без ведома Блейна грубо высказался об ирландцах и католиках, вследствие чего ирландцы и католики по большей части поддержали Кливленда, который, по крайней мере, не высказывался против них. Кливленд ничего не говорил об отношении к законам Джима Кроу и расовой сегрегации, вследствие чего преуспел как на Юге, так во многом и на Севере США. 4 ноября 1884 года пара Кливленд-Хендрикс одержала победу, набрав 219 голосов выборщиков против 182 у пары Блейн-Логан. Выдвинутая демократами пара победила во всех южных штатах, а также в Индиане, Мэриленде, Делавэре, Нью-Джерси, Нью-Йорке и Коннектикуте.
6 января 1885 года Гровер Кливленд досрочно прекратил исполнение обязанностей губернатора штата Нью-Йорк.

### Первое президентство

#### Внутренняя политика
4 марта 1885 года Гровер Кливленд официально вступил в должность президента США.
При первом президентстве Кливленд стремился избегать откровенной вражды с индейцами и поддержал принятие Закона Доуза 1887 года, который должен был помочь индейцам быстрее и проще интегрироваться в американское общество. Впрочем, после принятия Закона Доуза положение индейцев не улучшилось, а мирные отношения удавалось поддерживать отнюдь не со всеми индейскими племенами.
При первом президентстве Кливленда была сделана попытка отказаться от spoil system (смены всех чиновников после выбора нового президента). Был положен конец чрезмерному росту пенсий.
В ноябре 1885 года вице-президент Хендрикс скончался, не пробыв вице-президентом и года. Тогда президент США ещё не мог назначить вице-президента, и потому президент Кливленд пробыл без вице-президента всё оставшееся первое президентство. В 1888 году при попытке переизбрания Кливленд выбрал своим напарником Аллена Турмана из Огайо, но вице-президентом Турман не стал, так как Кливленд не был переизбран на второй срок подряд.
В 1887 году была создана Межгосударственная торговая комиссия. В это же время началось расследование законности деятельности различных железнодорожных компаний на Западе США. В том же 1887 году Кливленд добился отмены Закона о пребывании президента в должности, введённого в 1867 году.
Для демократа Кливленд был весьма терпим к афроамериканцам. В случае же с китайскими иммигрантами Кливленд поддержал принятие Закона Скотта 1888 года, не допускавшего повторное возвращение в США тех китайцев, которые однажды покинули страну.
При первом президентстве Кливленда улучшилось положение дел в Военном министерстве США, качество, например, выпускаемых военных кораблей несколько повысилось.
Всё первое президентство Кливленд был сторонником низкого тарифа и умеренных таможенных пошлин, в чём расходился с республиканцами, выступавшими с протекционистских позиций. Предложенная Кливлендом таможенная реформа не удалась вследствие сопротивления Сената. Тогда Кливленд внёс идею таможенной реформы в программу Демократической партии. Этим Кливленд привлек под знамёна Демократической партии значительную часть рабочих, руководимых Генри Джорджем.
В 1888 году Гровер Кливленд принял решение баллотироваться на второй президентский срок. На национальной конвенции Демократической партии 5—7 июля 1888 года в Сан-Луисе (штат Миссури) он был официально выдвинут в паре с Алленом Турманом. Республиканцы выдвинули Бенджамина Гаррисона из Индианы и Леви Мортона из Вермонта. Популярность Кливленда была подорвана его позицией по тарифам и письмом британского посла, в котором тот желал Кливленду удачного переизбрания. По итогам президентских выборов 6 ноября пара Кливленд — Турман набрала больше голосов избирателей, но меньше голосов выборщиков: их пара набрала 168 голосов выборщиков, пара Гаррисон — Мортон — 233.
4 марта 1889 года Гровер Кливленд официально передал президентские полномочия Гаррисону.

#### Внешняя политика
Во внешней политике Гровер Кливленд был сторонником мира и невмешательства во внутренние дела каких бы то ни было государств. При первом его президентстве имело место столкновение с Великобританией из-за вопроса о рыбной ловле у берегов Канады. Оно, однако, было урегулировано. Также при первом президентстве Кливленда США никак не вмешивались в дела Африки, которую тогда активно делили между собой европейские колониальные империи.

#### Экономика
Экономическая политика первой администрации Гровера Кливленда привела к формированию профицита федерального бюджета США в 100 миллионов долларов США по состоянию на 1888 год.
На протяжении всего первого президентства Гровер Кливленд был последовательным сторонником золотого стандарта.

### Между первым и вторым президентствами
После передачи президентских полномочий Гаррисону Гровер Кливленд уехал с семьёй в Нью-Йорк и занимался юридической практикой. В 1891 году начал критиковать политику администрации Гаррисона, а годом позже принял решение участвовать в предвыборной кампании демократов, чтобы вновь принять участие в президентских выборах.
На национальной конвенции Демократической партии 21—23 июня 1892 года в Чикаго Кливленд был официально выдвинут кандидатом в президенты от демократов. Своим напарником он выбрал Эдлая Стивенсона I из Иллинойса. Президентские выборы 1892 года были весьма тихими, непримечательными и будничными. 25 октября 1892 года Гаррисон овдовел. Никакого участия в предвыборной кампании он вообще не принимал. 8 ноября состоялся день выборов. По итогам выборов пара Кливленд — Стивенсон набрала 277 голосов выборщиков, пара Гаррисон — Рейд — 145. Ещё 22 голоса выборщиков достались паре Вейвер-Филд от Популистской партии.

### Второе президентство

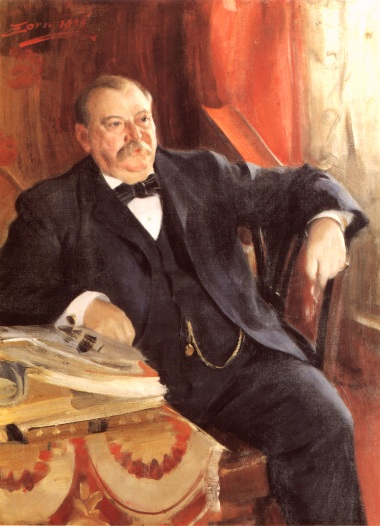
Портрет работы Андерса Цорна, 1899 год

#### Внутренняя политика
4 марта 1893 года официально вступил в должность президента США во второй раз.
1 июля 1893 года Кливленду была успешно удалена опухоль эпителиомы.
Уже в 1893—1894 годах Кливленд стал непопулярен вследствие мощных рабочих забастовок, в ходе которых поддерживал бизнесменов. Рабочие вследствие этого по большей части отвернулись от демократов. Масла в огонь подливал биржевой крах 1893 года.
На промежуточных выборах в Конгресс в ноябре 1894 года демократы потерпели сокрушительное поражение.
4 января 1896 года был образован штат Юта. Вскоре был принят новый флаг США с 45-ю звёздами вместо 44-х, как до становления Юты штатом США.
В 1896 году не стал участвовать в предвыборной кампании демократов. Демократы в итоге выдвинули официальным кандидатом в президенты Уильяма Брайана, сторонника серебряного стандарта. Президентские выборы 3 ноября, однако, выиграл республиканец Уильям Мак-Кинли.
4 марта 1897 года официально передал президентские полномочия Мак-Кинли.

#### Внешняя политика
В 1893 году высказался против принятия Гавайев в состав США и за восстановление в Гавайях власти королевы Лилиуокалани.

#### Экономика
В 1893 году был восстановлен отменённый Гаррисоном золотой стандарт, а годом позже был принят новый таможенный тариф.

### После президентства
Передав президентские полномочия Мак-Кинли, уехал с семьёй в Принстон (штат Нью-Джерси). Некоторое время был попечителем Принстонского университета, иногда консультировал президента Теодора Рузвельта, выступал с политическими заявлениями. Скончался 24 июня 1908 года в Принстоне. Похоронен был на пресвитерианском кладбище Принстона.

## Семья
В 1886 году женился на Фрэнсис Фолсом. Он был вторым (после Джона Тайлера) президентом США, вступившим в брак в должности, и единственным, сыгравшим свадьбу непосредственно в Белом доме. У супругов было пятеро детей: Рут, Эстер, Мэрион, Ричард Фолсом и Фрэнсис Гровер.

## Память
Памятные 1-долларовые монеты
с изображениями Гровера Кливленда

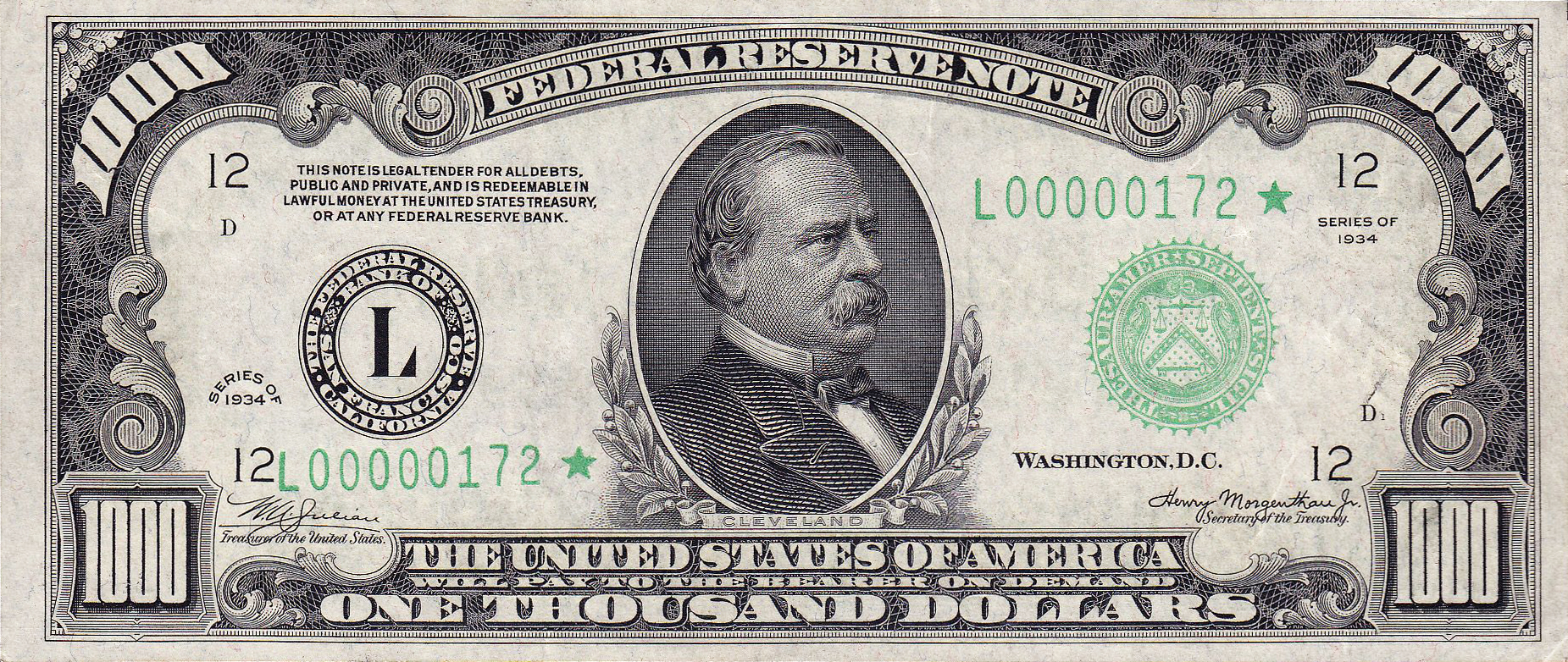
1000-долларовая купюра 1934 года с портретом Кливленда (печать 1000-долларовых купюр была прекращена после 1934 года)

- В 1923 году в память о Гровере Кливленде в США была выпущена почтовая марка.
- Гровер Кливленд изображался на 1000-долларовых купюрах 1928 и 1934 годов.
- В Вашингтоне в память о Гровере Кливленде был назван парк.
- В государственном колледже Буффало именем Гровера Кливленда назван Кливленд-холл.
- В Колдуэлле именем Гровера Кливленда названа средняя школа.
- В Буффало именем Гровера Кливленда названа средняя школа.
- В штатах Миссисипи, Флорида, Огайо и Миннесота есть города Кливленд. Только Кливленд в штате Огайо назван в честь генерала Мозеса Кливленда, а Кливленд в Миннесоте — в честь города в Огайо. Таким образом, лишь Кливленды в Миссисипи и Флориде несут в себе имя Президента США.
- Именем Кливленда был назван вулкан в штате Аляска.
- Гровер Кливленд появился на первых нескольких выпусках 20-долларовых банкнот Федеральной резервной системы США.
- В серии памятных монет Федеральной резервной системы США достоинством в 1 доллар в 2012 году были выпущены 2 разные монеты с изображениями Гровера Кливленда.
- В 2013 году включён в Зал славы штата Нью-Джерси.

## В кино
- В комедийном вестерне Роберта Олтмена «Баффало Билл и индейцы» (1976) роль президента Кливленда исполняет актёр Пэт Маккормик.
- В мультипликационном сериале «Футурама», Гровер Кливленд присутствует, в числе прочих президентов США, в Музее Голов. В качестве шутки от создателей сериала, в музее присутствует сразу 2 головы Кливленда, в качестве намека на то, что он являлся одновременно 22-м и 24-м президентом.